# مایا ایجیکیان
مایا هراندی ایجیکیان (ارمنی: Մայա Հրանտի Ինճիկյան؛  زادهٔ ۱ مهٔ ۱۹۳۰ - درگذشته ۱۳ دسامبر ۲۰۱۳) شیمی‌دان اهل ارمنستان بود.

## زندگی‌نامه
وی در ۱ مهٔ ۱۹۳۰ در مسکو به دنیا آمد و از دانشگاه دولتی مسکو (۱۹۵۳) فارغ‌التحصیل گشت. وی عضو فرهنگستان ملی علوم ارمنستان بود. وی همچنین برندهٔ جوایزی همچون نشان آنانیا شیراکاتسی (۲۰۰۳)، نشان افتخار جمهوری ارمنستان و دانشمند شایسته جمهوری ارمنستان (۲۰۱۲) شده است. وی در ۱۳ دسامبر ۲۰۱۳ در سن ۸۳ سالگی درگذشت.

## یادداشت
1. ↑  քիմիական գիտությունների դոկտոր
2. ↑  hy:Նուրբ օրգանական քիմիայի ինստիտուտ